# ナイスゴーイングカード
ナイスゴーイングカード（NICE GOING CARD；NGC）は、九州旅客鉄道（JR九州）が発行していた若者向け鉄道割引カードである。　

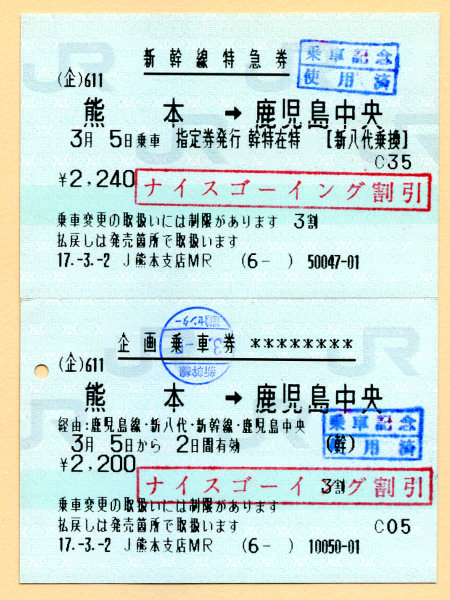
ナイスゴーイングカードを使って発行した乗車券の例

## 概説
1996年4月20日に発行を開始した。
入会すると、JR九州線に片道101km以上乗車する場合、在来線の乗車券・特急券などのきっぷ類が4割引になる。ただし九州新幹線を区間に含む乗車券、九州新幹線の特急券、および鹿児島本線と九州新幹線を乗り継ぐ場合の特定特急料金は3割引である。きっぷの種類は特別企画乗車券（特企券）だが、他の特企券と違い、途中下車ができる。入会資格は16歳から29歳で、九州外の者も入会できる。有効期間は1年間で翌年の同月末日まで。有効期間内に30歳になった場合、カードの更新はできないが、すでに発行したカードは無効にならず有効期限までは使用できる。30歳の誕生月の誕生日前（すなわちまだ29歳のとき）に入会した場合、31歳の誕生月の月末まで使用可能ということになる。
2011年1月31日をもって、新規・継続入会の受付を終了した。

## 適用条件
- JR九州の路線であること（ただしJR九州バスは除く。山陽新幹線の新下関駅 - 博多駅間・博多南線はJR西日本の管轄のため対象外）。また、JR西日本との境界駅である下関駅発着のきっぷも購入可能だったが、下関駅ではナイスゴーイングカード（以下、NGCと略）割引適用のきっぷは購入できないため（理由は後述）、購入は九州内で行う必要があった。
- 営業キロが101km以上となる区間の乗車券を購入すること（当初は往復利用が条件だったが、2002年4月に撤廃された）。
  - NGC割引の普通乗車券で乗車する場合（営業キロ101km以上の区間）、特急乗車区間が101km未満の営業キロであっても特急券を割引料金で購入できる。
  - 特急券を購入しなくても乗車券は割引対象となる。
- 利用できる日は、金・土・日曜、祝日およびゴールデンウィーク・年末年始（2008年度は4月29日 - 5月6日・12月30日 - 1月4日）の期間である。これ以外の日については、きっぷ上の有効期間内であっても乗車できない。
  - 例えば、12月27日が日曜日であり12月27日通用開始の乗車券（4日間有効）を購入した場合、有効期限内（12月30日まで）であっても12月28日および29日については乗車できない。なお、乗車券類の払い戻しについては曜日や日付の制限はなく、有効期間内または期間前においていつでも取り扱う。有効期限などの取り扱いは、対応する一般のJR九州のきっぷ類に準じる。
- 指定券（「ゆふDX」のパノラマシートも含む）・グリーン券（DXグリーン席も含む）についても割引は適用される。なお、787系電車のグリーン個室は利用不可。
  - 寝台特急は、「あかつき」「なは」に連結されていたレガートシートに限り下関駅以西で利用可能で、それ以外は寝台の座席開放も含めて利用不可であった。「ムーンライト九州」は下関駅以西で利用可能であった。

## 入会
以下の場所で入会手続きを取り扱い、年会費は500円。入会時に、会員カードとスタンプカード、ガイドブックが交付される（またカード更新時などに、旧版ガイドブックと引き換えに更新版を受け取れる）。
- JR九州のみどりの窓口
- JR九州旅行各支店
- JR九州の駅旅行センター及び旅コーナー
- JR九州の沖縄支店
- 九州内にある一部の大学生協

郵送・インターネットなどによる手続きは行っていない。このほかJR九州以外の会社のみどりの窓口等では入会・継続入会を行わない。また、原則として、カードの再発行は行わない。

## 適用きっぷの購入
- 適用きっぷの購入は、JR九州の主な駅（ただし、みどりの窓口がない駅ではクレジットカード決済不可）やJR九州が運営している旅行会社でのみ購入でき、列車内・一般の旅行会社・他のJRグループの駅では購入できない。乗車後の割引料金での乗り越し、行先変更はできない。
  - 前述の下関駅はJR西日本の管轄で、JR九州の職員及びみどりの窓口は存在しないため、適用きっぷの購入はできない。
- 発券時、きっぷに「ナイスゴーイング割引」というスタンプが押されるか、払い戻しや乗車変更に制限がある旨の注意書きが券面に印字される。
- 有効なNGC割引乗車券を所持している場合、発売箇所で会員カードと共に提示すれば別途特急券や座席指定券の追加購入ができる。
- 払い戻しは制限あり。実際に乗車した区間が101キロ未満の場合、（払戻額）=（購入価格）-（実際に乗車した区間の普通運賃）-（払戻手数料210円）である。

## NGC会員専用の往復きっぷ
NGCは片道・往復の利用は問わないが、往復利用を前提として販売する商品も存在した。

### ナイスゴーイング2枚きっぷ
2001年10月に発売された「2枚きっぷ・4枚きっぷ」では割引率が軒並み高くなり、福岡市内（博多駅）発着の区間を中心にNGC割引よりも安くなる区間まで現れた。そのため以下の4区間では、通常の「4枚きっぷ」2枚分の値段で「ナイスゴーイング2枚きっぷ」を販売している。
- 福岡市内 - 熊本・光の森
- 福岡市内 - 長崎
- 福岡市内 - 佐世保
- 福岡市内 - 別府・大分

福岡市内 - 長崎、別府・大分は5,000円（1枚当たり2,500円）、福岡市内 - 熊本・光の森、佐世保は4,000円（1枚当たり2,000円）である。利用条件は以下の通り。
1. 福岡市内 - 熊本・光の森は特急列車の自由席、その他は普通車指定席利用。
2. 有効期間は1ヶ月だが、通常のNGC割引適用きっぷと同様に金・土・日曜・祝日及びゴールデンウィーク・年末年始のみ利用可。
3. 「2枚きっぷ・4枚きっぷ」ではピーク期の指定席利用の際に追加料金が必要になるが、「ナイスゴーイング2枚きっぷ」ではこの追加料金は不要。
4. 途中下車は出来ない。

### ナイスゴーイング天神往復きっぷ
上記の「ナイスゴーイング2枚きっぷ」に、博多駅 - 天神駅間の地下鉄の往復乗車券が付いたものである。値段・利用条件は「ナイスゴーイング2枚きっぷ」と同じだが、有効期間は4日間となる。また、福岡地区での購入はできない。

### 平日学割きっぷ
2008年の夏季限定発売の、NGCとしては初めて平日を対象にしたきっぷである。NGC会員かつ学生のみが購入可能（このため購入時にはNGC会員証の他、学生証も必要）。利用期間は2008年6月2日から8月29日の平日であった（8月8日から17日を除く）。以下の2種類が発売。

#### 平日学割! ナイスゴーイングつばめボックスきっぷ
北九州市内、福岡市内、熊本駅 - 鹿児島中央駅を対象とするきっぷで、値段は各区間とも共通（8,800円）である。
このきっぷは博多駅 - 新八代駅間では「リレーつばめ」のボックスシートを利用する（門司港駅始発の「リレーつばめ」利用の場合は門司港駅→博多駅間も対象になる）ため3人以上での利用が条件で、かつ前日までの購入が必要になる。なお、全員分のNGC会員証と代表者の学生証提示により、代表者がまとめて購入可能である。九州新幹線内は普通車指定席利用で、有効期間は3日間。

#### 平日学割! ナイスゴーイングゆふいんきっぷ
由布院駅と九州内の主な駅を結ぶ区間を対象とするきっぷである。「つばめボックスきっぷ」と異なり、人数の制限はない。購入時に500円×2＝1,000円分の金券が付き、由布院駅周辺の複数の施設及び「ゆふいんの森」車内で利用可能。
九州新幹線・在来線特急の普通車指定席が利用できるが（一部区間は自由席利用）、「ゆふDX」のパノラマシート利用時は別途所定の運賃（700円）が必要になる。有効期間は2日間。

## 特徴
- スタンプカードは、きっぷ購入1,000円毎に1個押され、30個貯まると片道のグリーン券部分が無料になる（1年間で30個に届かなかった場合は、1回の更新が認められ、2年目まで継続して貯めることができる）。このとき、乗車券＋自由席特急券の値段でグリーン席に座れる。なお、「リレーつばめ」などのDXグリーン席、グリーン個室、九州新幹線のグリーン席は利用不可。
- NGC割引の乗車券類による乗車時は、共に会員カードを所持しなければならない。あわせて、乗務員・改札掛などから会員カードの提示を求められた場合、いつでも提示しなければならない。

### NGC割引乗車券が101km未満の近距離乗車券よりも低廉となる場合など
NGC割引適用の101 - 120km区間の乗車券は、61 - 100km区間の無割引運賃に較べ、より低廉となる。例えば小倉から博多ゆきの普通運賃1,250円（経由:鹿児島本線）に較べ、ナイスゴーイング割引の小倉から久留米ゆき乗車券は1,240円（同）であり10円安くなるほか、途中下車もできる。（ただし福岡近郊区間内相互発着となる場合は下車前途無効。例：門司港から鳥栖ゆきのNGC割引乗車券では途中下車出来ない）
このほか、乗車券の区間に九州新幹線が含まれる場合は割引率が3割となるため、九州新幹線新八代 - 鹿児島中央間を乗車し（3割引）、かつ、鹿児島中央または新八代両駅から起算し、営業キロが101kmを越える区間の在来線（単独乗車の場合、4割引）に乗車する場合、両駅で乗車券を分割購入した場合の方が、乗車区間を通算するきっぷに較べ、より安くなることがある。

## 高速船ビートルの割引
JR九州高速船の運営する高速船「ビートル」（博多 - 釜山間）が平日に限り4割引で利用できる。
利用条件
- 平日（月曜～木曜）福岡発、往復購入に限る。
- 4月27日 - 5月6日・8月11日 - 8月20日・12月28日 - 1月6日の期間は利用できない。
- 有効期間は福岡出発から7日間。

## 鉄道以外の割引
- ジョイロードが主催する国内外の旅行商品が最大5%割引。
- 鉄道・高速船ビートル以外にもレストランや様々な施設の入場料・レンタカーの割引などの多くの特典もある。

## その他
- 「つばめ」や「にちりんシーガイア」がビュッフェ車を連結していた頃は、NGCを提示するとホットコーヒーが1杯無料で提供されていた。ビュッフェ終了後、サービスはビートルでのみ実施されていた。
- 以前は、キャナルシティ博多にあった福岡ジョイポリスではNGCを提示するだけで入場料が無料になっていた。現在ではジョイポリスの撤退とともに廃止になった。
- 四国旅客鉄道（JR四国）がかつて行っていた同様のサービスである「ヤングウィークエンドカード」や、北海道旅客鉄道（JR北海道）がかつて提供していた「レールメイト」が、入会の対象年齢の下限を中学生からに設定していたのに対し、NGCは16歳からであり、中学生および15歳の中学校卒業者が入会できなかった。
- ナイスゴーイングカードの終了後、2012年からは、18 - 24歳を対象とした割引きっぷ「ガチきっぷ」が期間を限定して発売されている。